# Cefisòdot el jove
Cefisòdot el jove (en llatí Cephisodotos, en grec antic Κηφισόδοτος "Kephisódotos") fou un escultor atenenc fill del gran Praxíteles.
Plini el Vell el menciona juntament amb cinc altres escultors, i diu que treballava el bronze cap a la 120 Olimpíada, el 300 aC. Hereu de l'art del seu pare, va treballar sempre amb bronze i marbre, segons diu Plini el Vell a la Naturalis Historia.
Juntament amb el seu germà Timarc va treballar a Atenes i a Tebes en algunes obres importants. Va fer estàtues de Licurg (mort el 323 aC) i els seus fills Abron, Licurg i Licofró, col·locades al temple d'Erecteu a l'Acròpoli, segons Pausànies, que afegeix que havien fet una estàtua d'Enió, la deessa destructora de ciutats, que es trobava al temple d'Ares a Atenes. També van fer conjuntament un altar de Dionís Cadmeà a Cadmea la ciutadella de Tebes, probablement l'any 315 aC quan Cassandre va restaurar la ciutat de Tebes, i probablement altres obres, però aquesta és la última on es mencionen els dos germans treballant junts.
La darrera part de la vida de Cefisòdot és gairebé desconeguda. No se sap del cert si el 303 aC va sortir d'Atenes i va viure a Pèrgam, segons Plini el Vell i potser també va anar a Alexandria. Les seves estàtues de Leto, Hera, Àrtemis, Asclepi, i Afrodita es podien admirar a Roma en diversos edificis. També es va distingir per les escultures d'homes il·lustres, sobretot dels filòsofs. Va retratar també cortesanes, i a la poeta de Bizanci Mero, la mare del poeta tràgic Homer de Bizanci, que va florir cap a l'any 280 aC.
Totes les seves obres s'han perdut. Existeix una reproducció molt bona conservada a Florència d'un simplegma, un conjunt de dos lluitadors, que sembla el mateix alabat per Plini i visible a Pèrgam a la seva època.